# Auchenipterus demerarae
Auchenipterus demerarae es una especie de pez de la familia Auchenipteridae en el orden de los Siluriformes.

## Morfología
Los machos pueden llegar alcanzar los 10,3 cm de longitud total.

## Distribución geográfica
Se encuentran en Sudamérica: cuencas de los ríos  Esequibo,  Demerara,  Rupununi y  Cuyuni.